# Arctosa kawabe
Arctosa kawabe là một loài nhện trong họ Lycosidae.
Loài này thuộc chi Arctosa. Arctosa kawabe được Hozumi Tanaka miêu tả năm 1985.